# Vasile Voiculescu

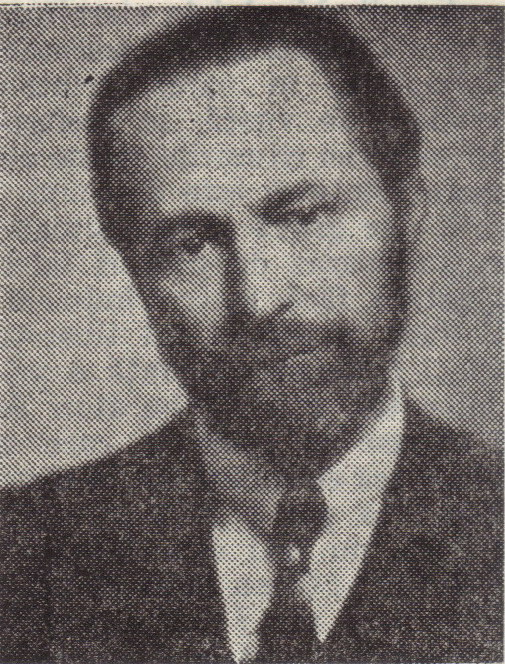
Vasile Voiculescu

Vasile Voiculescu (n. 27 octombrie 1884, Pârscov, România – d. 26 aprilie 1963, București, România) a fost un scriitor și medic român. În domeniul literar s-a distins în principal ca poet, dramaturg și prozator.

## Date biografice
Vasile Voiculescu s-a născut în satul Pleșcoi, comuna Pârscov, județul Buzău, ca fiu al lui Costache Voicu (ulterior scriitorul luând numele de Voiculescu în anul 1950, deși îl folosea cu câteva decenii mai înainte), gospodar cu stare, și al Sultanei (născută Hagiu), fiica unui negustor. Școala a început-o în satul Pleșcoi, Buzău în 1890. Cursul primar l-a absolvit la Buzău. A urmat studii liceale la Liceul „Alexandru Hâjdeu” și apoi la Liceul Gheorghe Lazăr din București. Preocupat de materialism, pozitivism și evoluționism, îi citește pe Claude Bernard, Auguste Comte, Darwin și Spencer. Studiază opera lui Wundt, Harald Høffding, Pierre Janet și W. James, fiind atras de psihopatologie și psihofizică.
Studiile universitare le-a început la Facultatea de Litere și Filosofie din București (1902 - 1903) și le-a continuat la Facultatea de Medicină, în 1903. Doctoratul în medicină l-a obținut în 1910.
S-a căsătorit cu Maria Mittescu, studentă la medicină, cunoscută din satul său natal, Pârscov. I-a dedicat poezii și scrisori de dragoste. Voiculescu a debutat în Convorbiri literare (1912). A practicat medicina la țară. În timpul Primului Război Mondial a fost medic militar la Bârlad, unde a participat la serile culturale ale lui Vlahuță. Editorial, a debutat cu volumul Poezii (1916). Din același an a colaborat la Flacăra lui C. Banu, la recomandarea lui Macedonski. A primit Premiul Academiei pentru volumul Din țara zimbrului și alte poezii (1918).
A fost membru titular al Academiei de Științe din România începând cu 21 decembrie 1935.
Vasile Voiculescu a murit în anul 1963. La Pârscov există Casa Memorială Vasile Voiculescu.

## Poetul, dramaturgul și prozatorul
Începuturile poetice ale lui Vasile Voiculescu au stat sub influența poeziei lui Vasile Alecsandri, Alexandru Vlahuță, George Coșbuc. Lirica sa din perioada interbelică se distinge prin puternice accente religioase, generate de convingerea că există Dumnezeu. Ea se înscrie în curentul tradiționalismului interbelic, care se va transforma în poezia gândiristă. Înclinația spre teluric și elementar, spre sentimentul religios, este transpusă în simboluri și alegorii. Apar treptat semnele expresionismului: tumultul vieții pulsând în vegetația din jur, sufletul devine spațiul unor frământări ca în pragul apocalipsului. Temele religioase preferate sunt Nașterea, venirea Magilor, moartea Mântuitorului. În volumul Poeme cu îngeri sunt foarte multe prezențe angelice, întreg universul poetic e cuprins de această hierofanie.
Devine medic și doctor în medicină la București, ține la radio o serie de conferințe de medicină pentru țărani (emisiuni renumite), dar pasiunea pentru scris se amplifică. A scris și povestiri fantastice. În proză îi apar postum Capul de zimbru, Ultimul Berevoi, ambele volume de povestiri; romanul Zahei orbul și Teatru, unele dintre povestiri au fost scrise în perioada când a fost exclus din viața literară, iar din dramaturgie între altele: Duhul pământului, Demiurgul, Gimnastică sentimentală, Pribeaga.
În 1941 i-a fost conferit Premiul Național de poezie.

## Maturitatea și bătrânețea
A fost timp de patru ani deținut politic în închisorile comuniste (1958 - 1962). A fost condamnat din eroare judiciară alături de alți membri sau colaboratori ai Rugului Aprins (Sandu Tudor, Sofian Boghiu, Dumitru Stăniloae, Benedict Ghiuș, Alexandru Mironescu, Adrian Făgețeanu, Roman Braga etc.)
Poetul român care, după 1948, a suferit cumplit pentru convingerile sale democratice, devenind deținut la vârsta de 74 de ani, și luându-i-se dreptul de a publica, a lăsat o operă literară de mare rafinament artistic, din care fac parte și „Ultimele sonete închipuite ale lui Shakespeare ...”. Creațiile au fost elaborate între 1954 - 1958. Cele 90 de sonete sunt o monografie închinată „paradisului și infernului iubirii”, conform criticului Ovid S. Crohmălniceanu.
În închisoare s-a îmbolnăvit de cancer și a murit doborât de boală în noaptea de 25 spre 26 aprilie 1963, în locuința sa din București (strada Dr. Staicovici nr. 34).

## Posteritatea

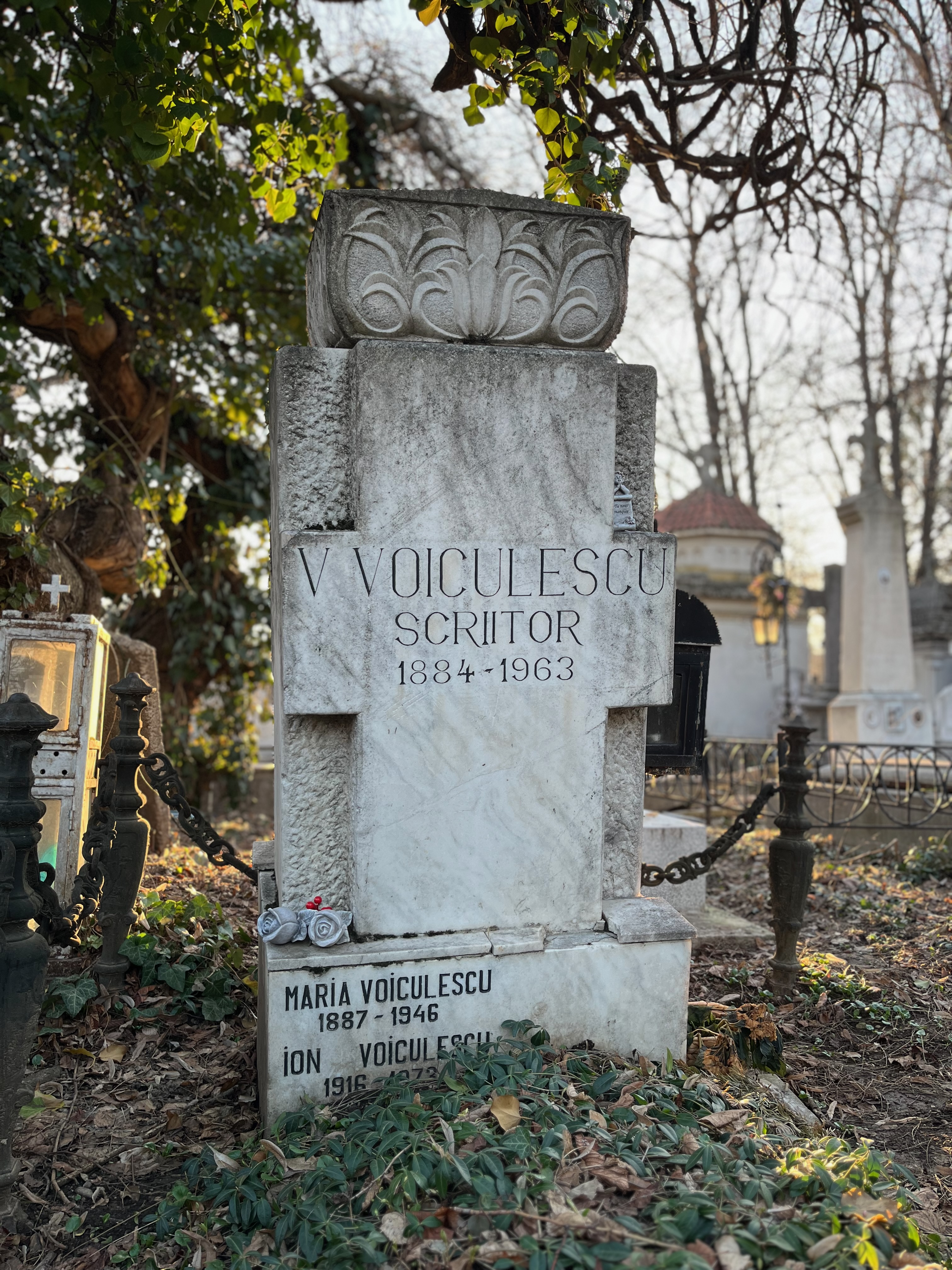
Mormântul lui Vasile Voiculescu, Cimitirul Bellu

În 1993 Vasile Voiculescu a fost ales post-mortem membru al Academiei Române.

## Opera

### Poezie
- Poezii (1916)
- Din țara zimbrului,(1918)
- Pârga, Editura Cartea românească, (1921)
- Poeme cu îngeri, Editura Cartea Vremii, (1927)
- Destin, Editura Cartea românească, (1933)
- Urcuș (poeme), Fundația pentru literatură și artă, (1937)
- Întrezăriri (poeme), Fundația pentru literatură și artă, (1939)
- Veghe (1943)
- Poezii. Publicate postum. București, Editura pentru literatură, 1964.
- Ultimele sonete închipuite ale lui Shakespeare, în traducere imaginară de Vasile Voiculescu. (Creații publicate postum). București, Editura pentru literatură, 1964.

### Proză
- Șarpele Aliodor , nuvelă fantastică. 1947
- Capul de zimbru, nuvele postume. Vol. I. București, Editura pentru literatură, 1966
- Ultimul berevoi, nuvele postume,Vol. II. București, Editura pentru literatură, 1966
- Zahei orbul, (roman elaborat între 1947- 1958) publicat postum. București, Editura pentru literatură, 1966
- Zahei orbul. Cluj, Editura Dacia, 1970.
- Căprioara din vis
- Lostrița

### Dramaturgie
- Duhul pământului (conține piesele Umbra și Fata ursului)
- Demiurgul, 1943
- Gimnastică sentimentală, 1972
- Pribeaga

## Galerie

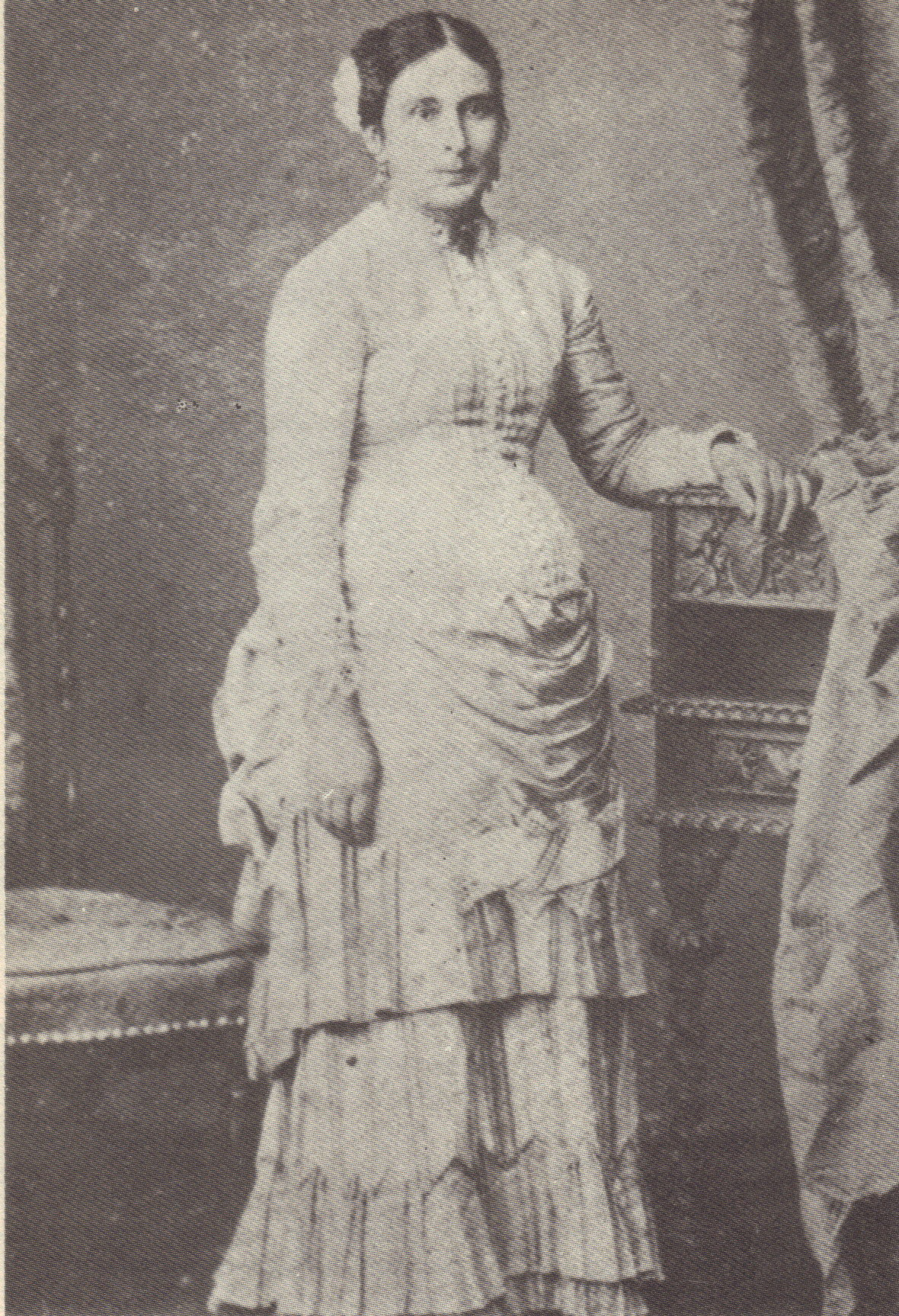
Sultana Voicu, gravidă cu viitorul scriitor Vasile Voiculescu, în 1884
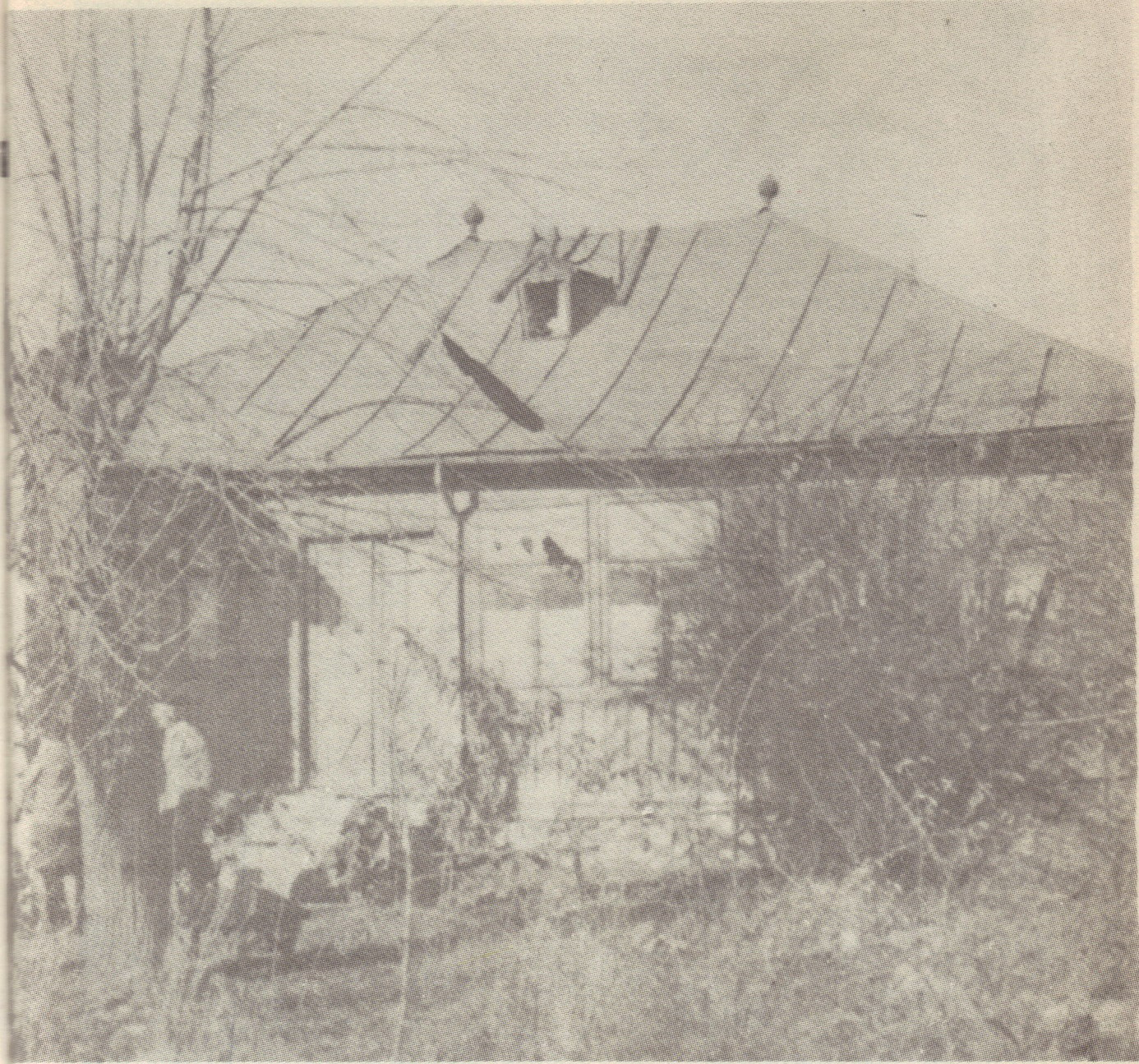
Casa natală Vasile Voiculescu din Pârscov
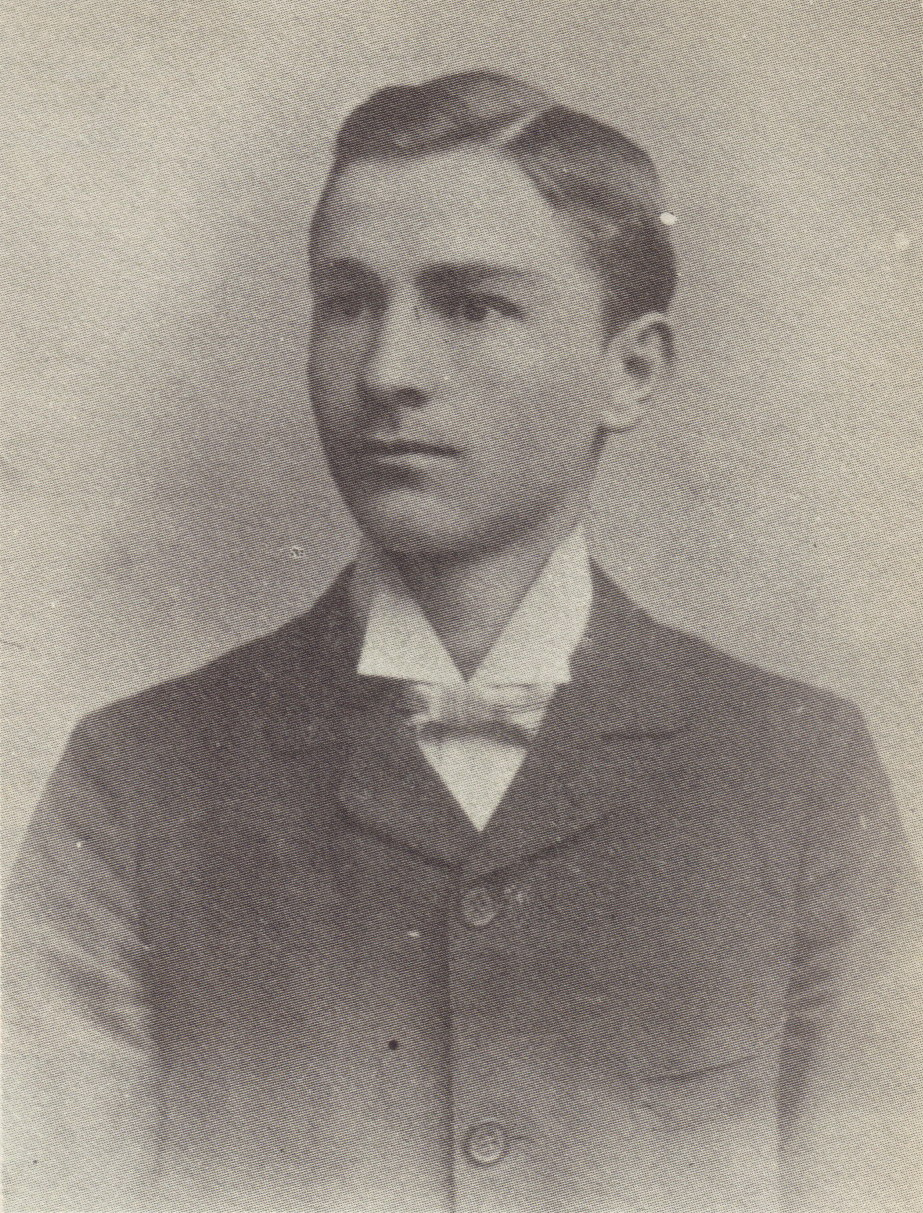
Student (1902)
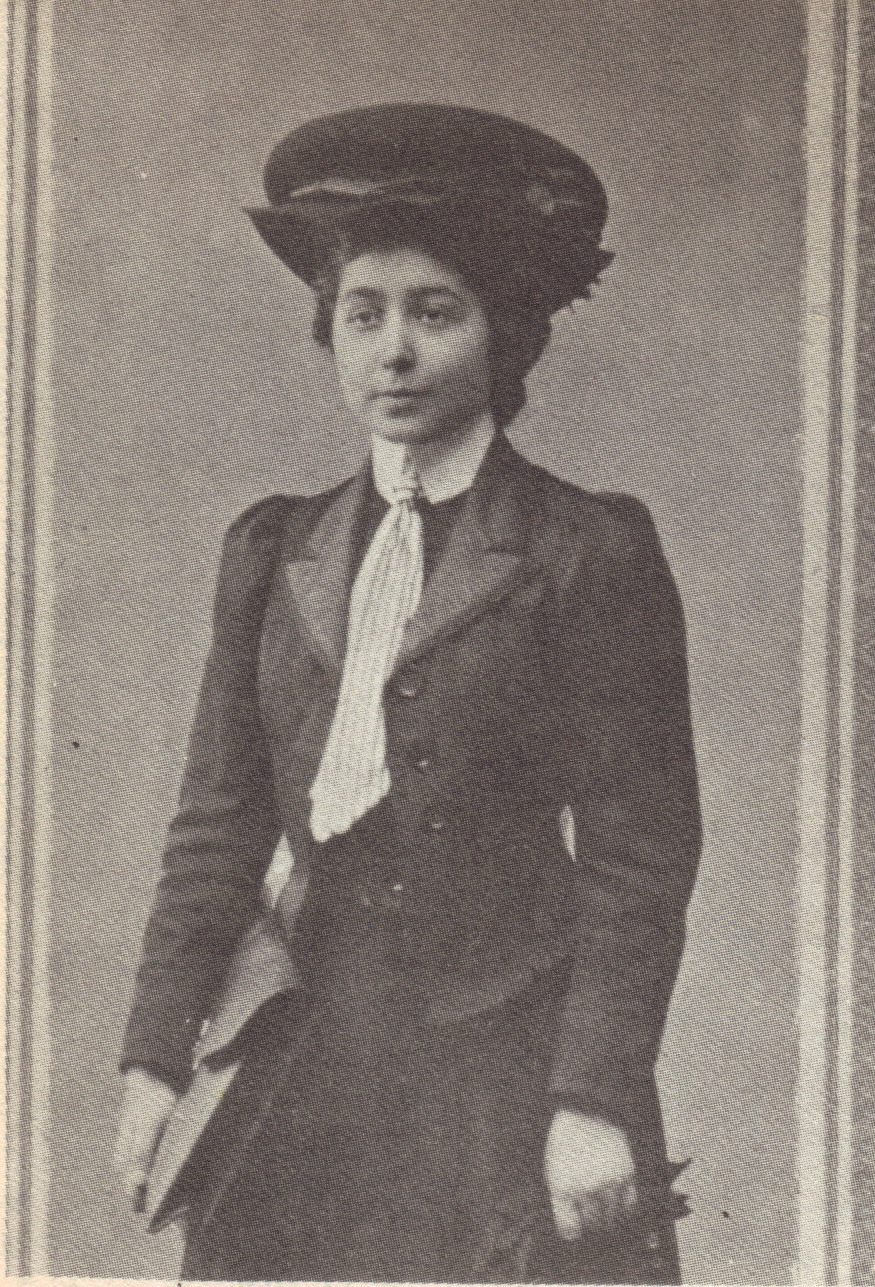
Maria Mitescu, viitoarea soție a lui Vasile Voiculescu, în 1908
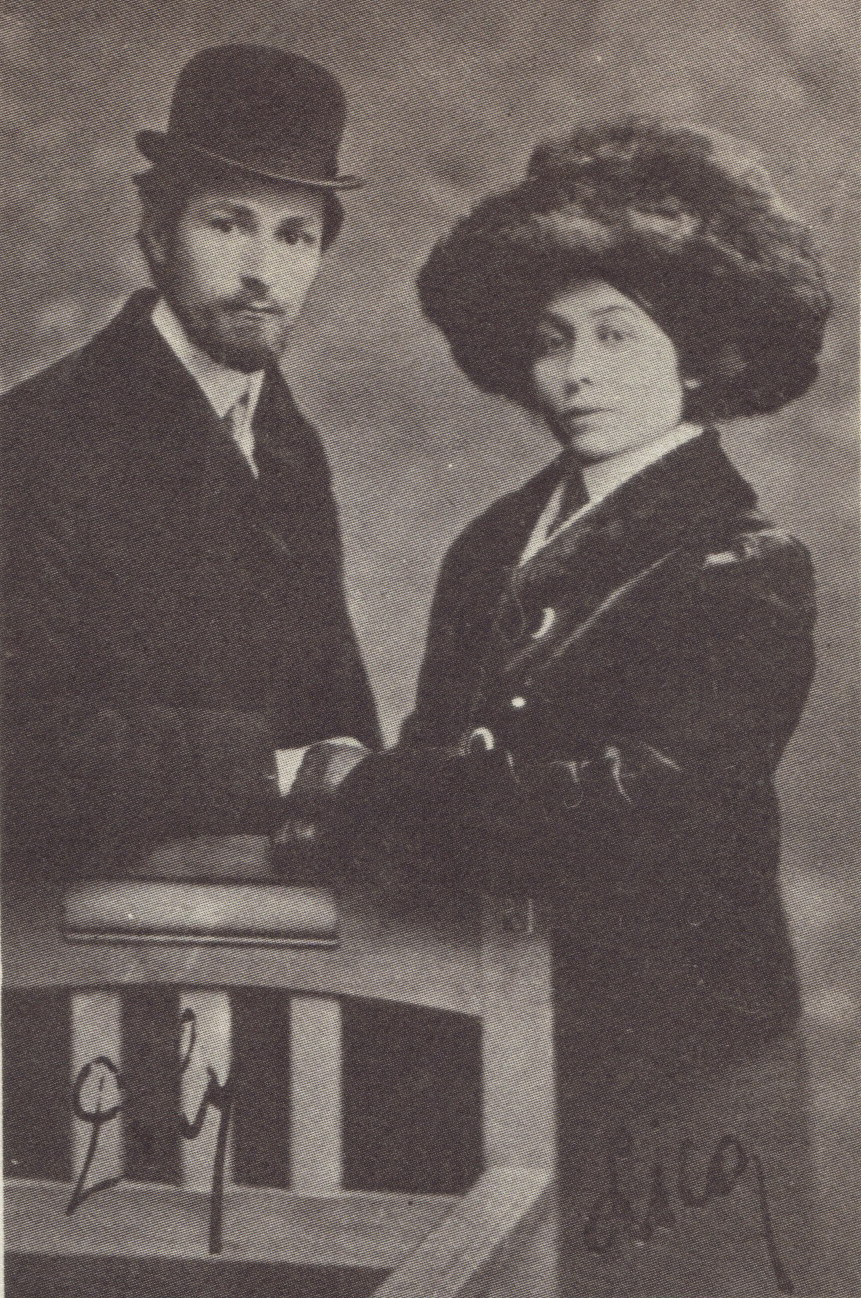
Cu soția la un an de la căsătorie (11 februarie 1911)
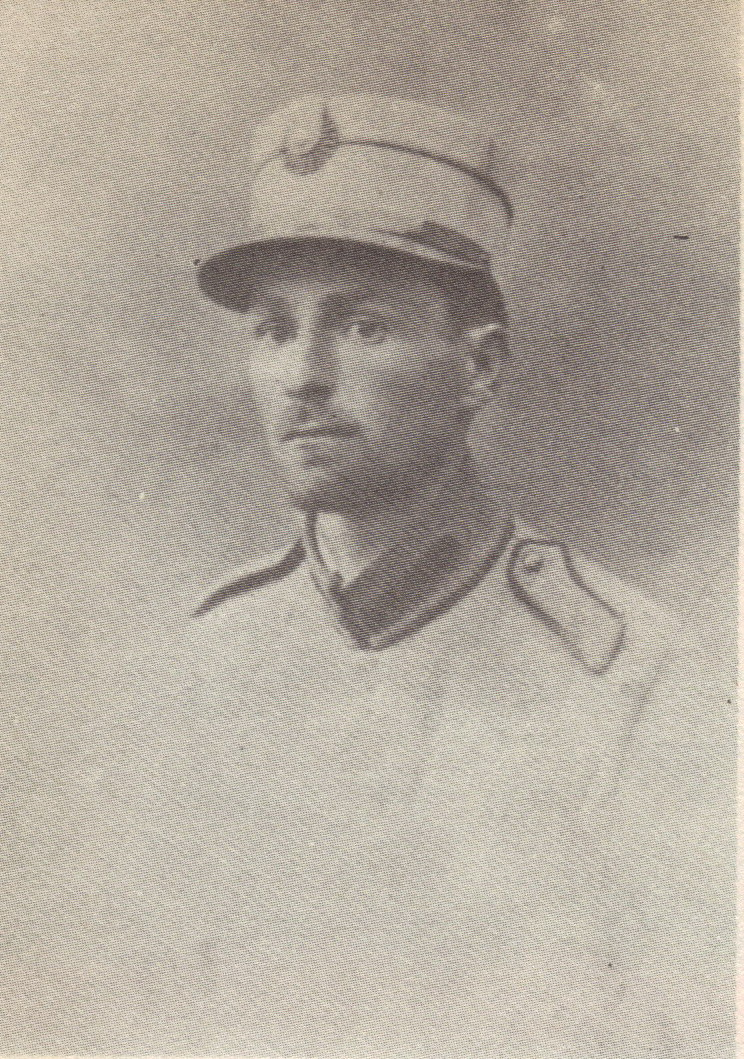
La mobilizarea din 1916
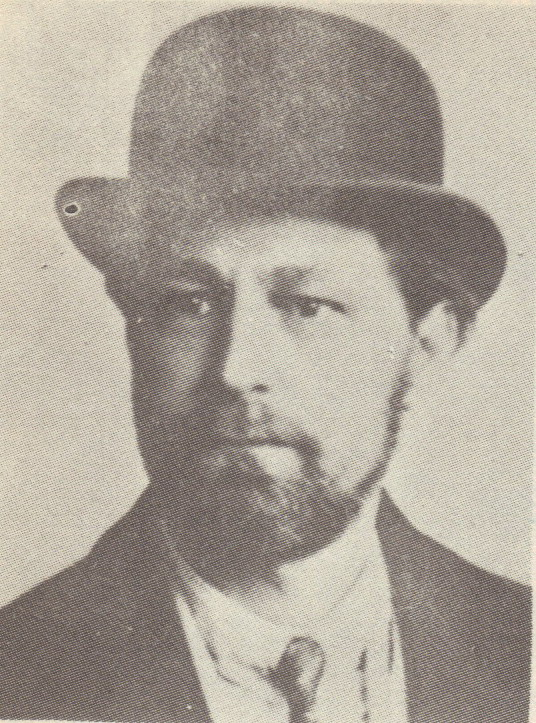
Medic de plasă
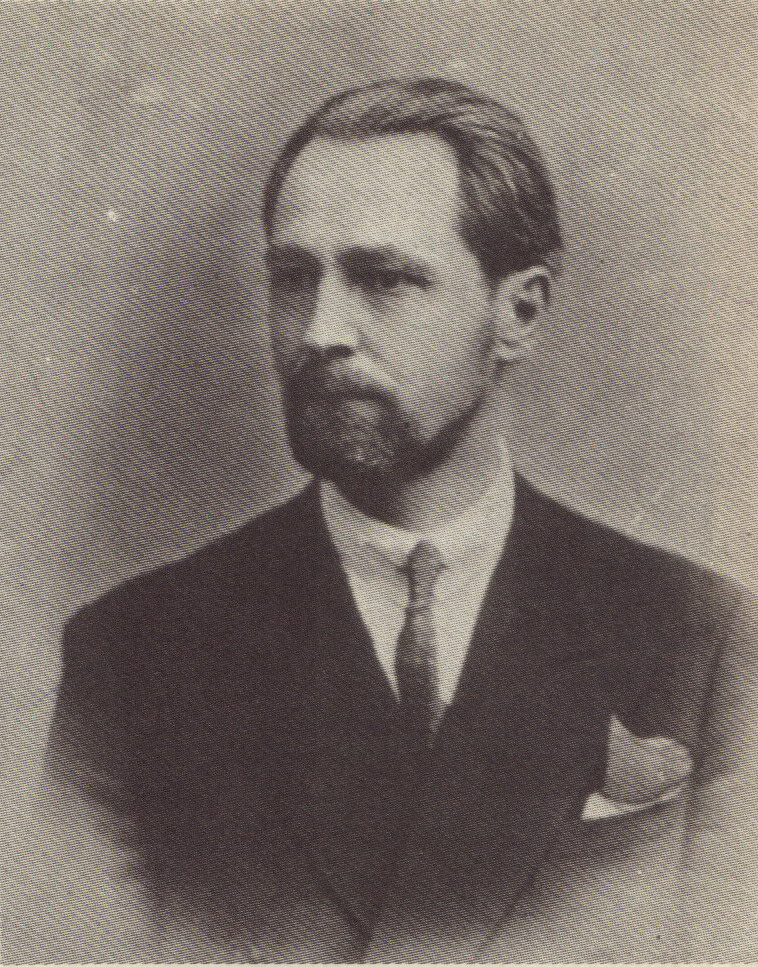
Medic la Domeniile Coroanei
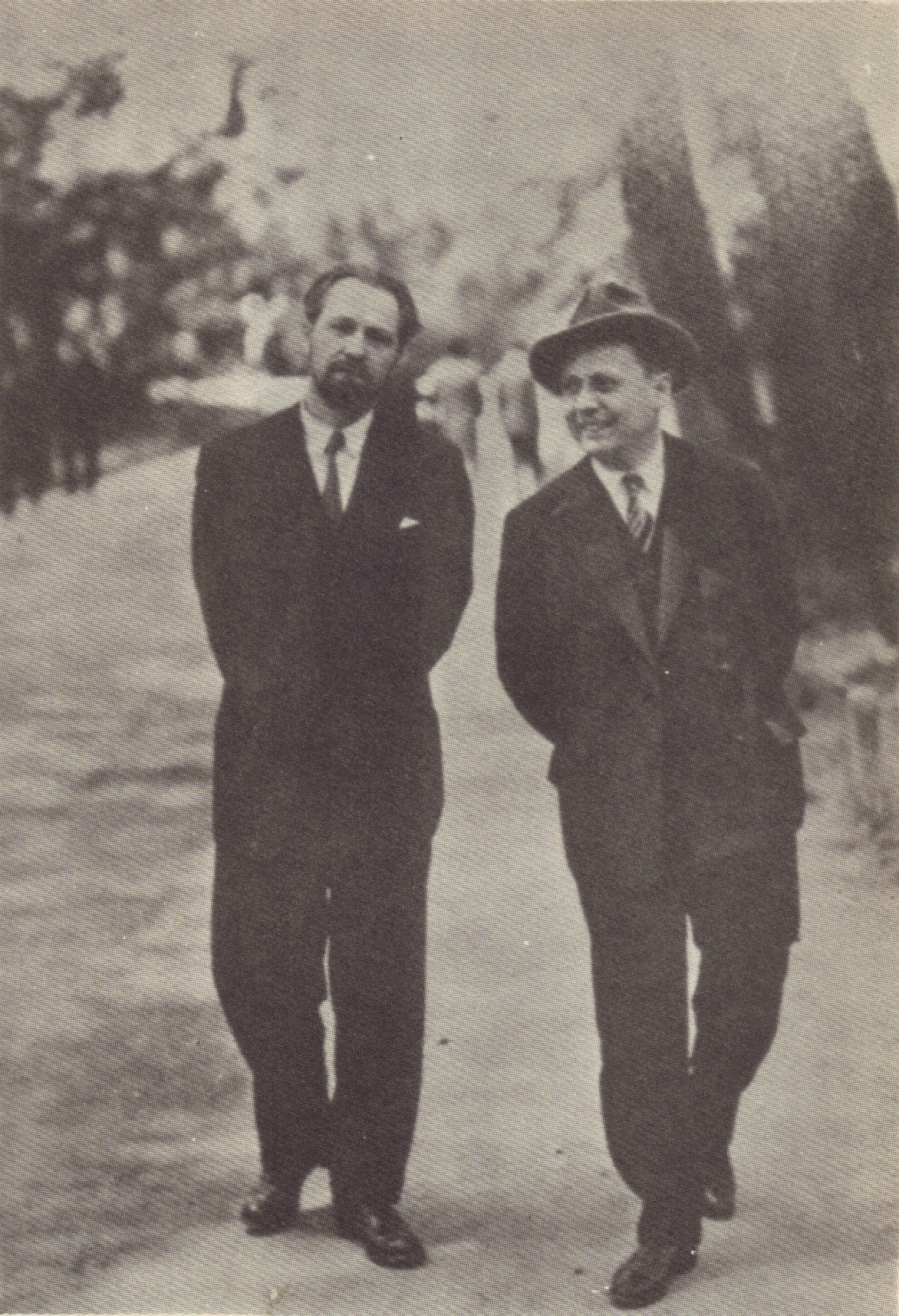
Cu Iancu Ioachimescu în Cișmigiu (1930)
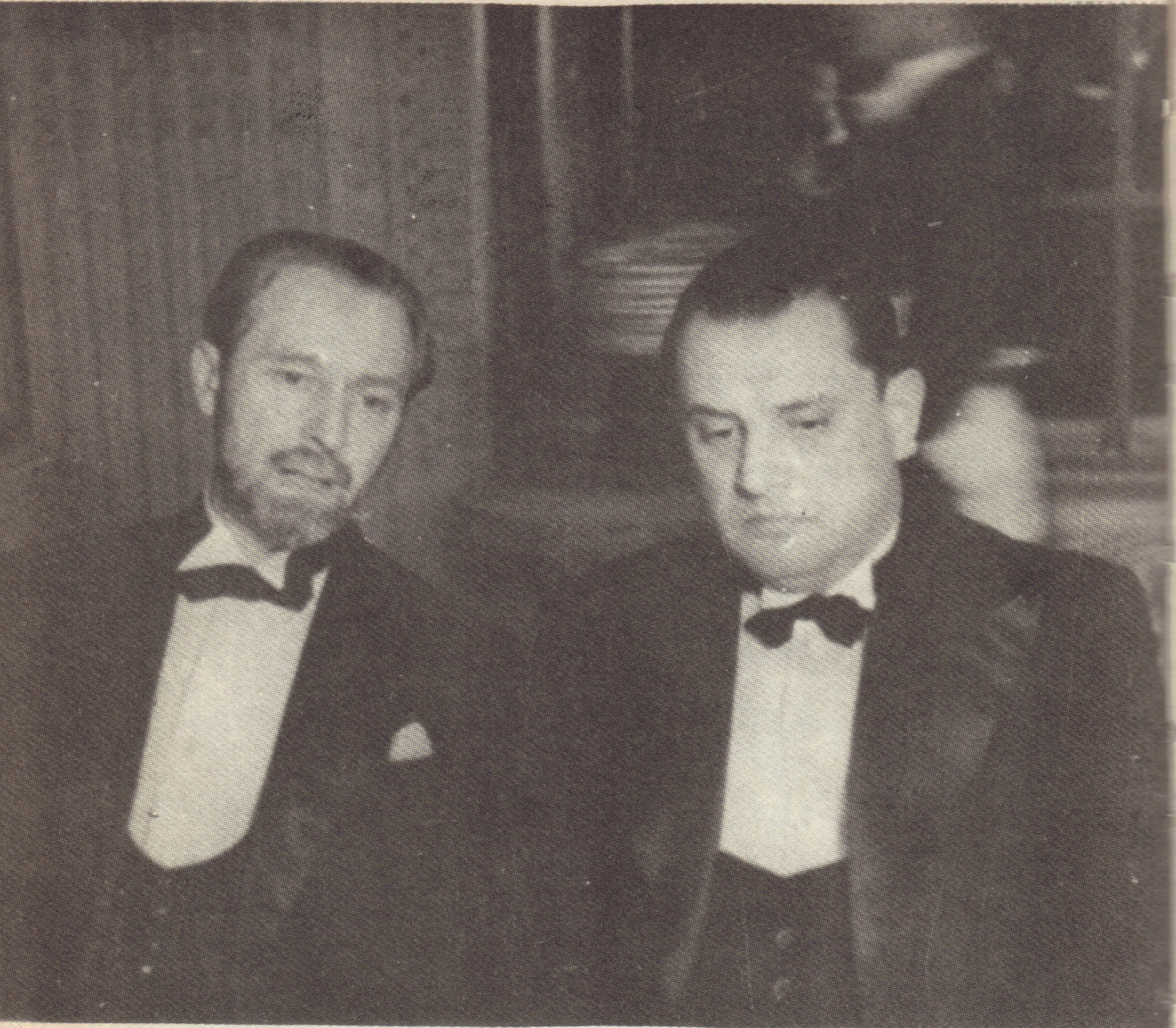
De vorbă cu Tudor Vianu
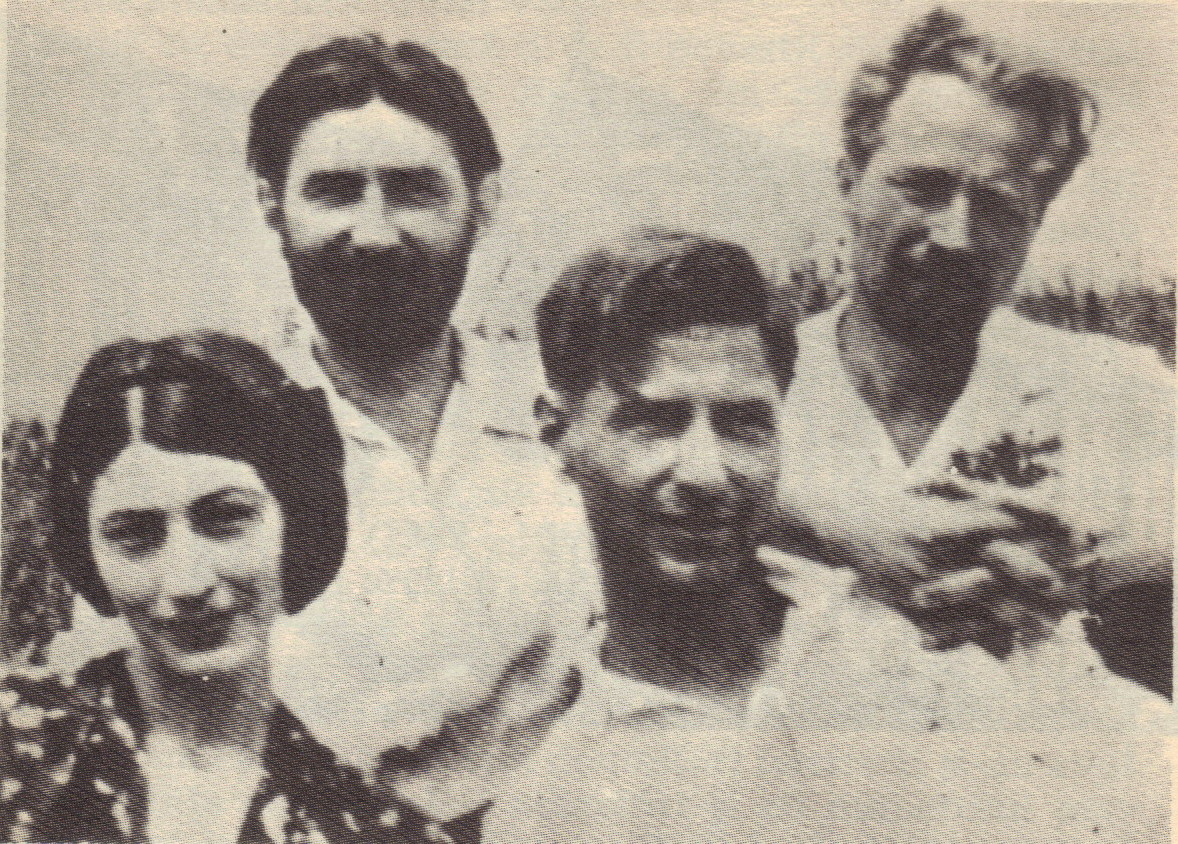
Cu rudele sale în împrejurimile satului Pârscov (1937)
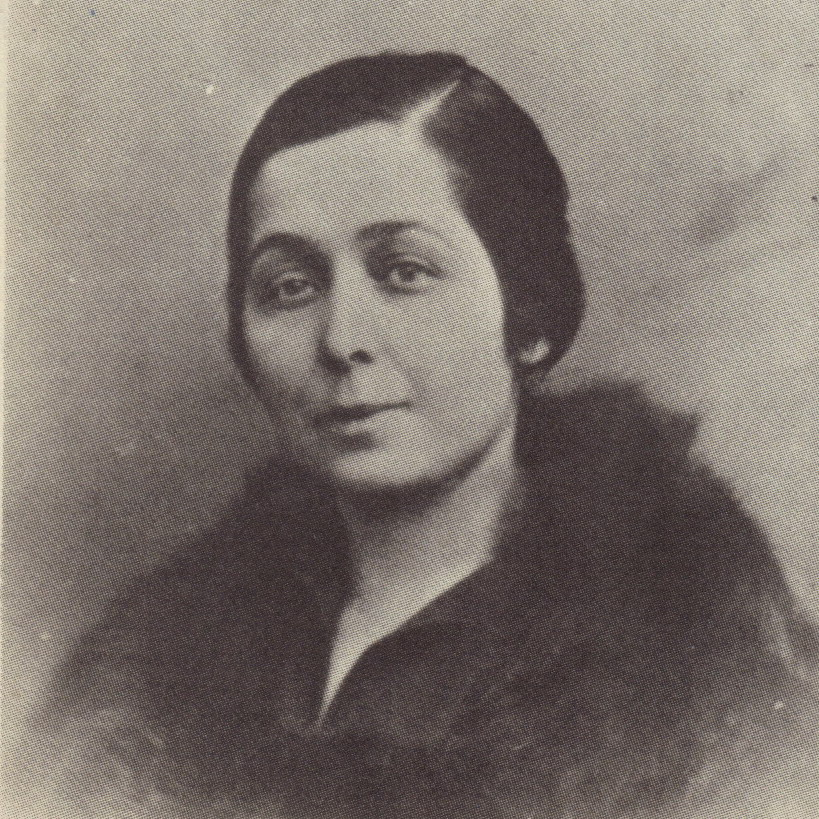
Soția lui Vasile Voiculescu
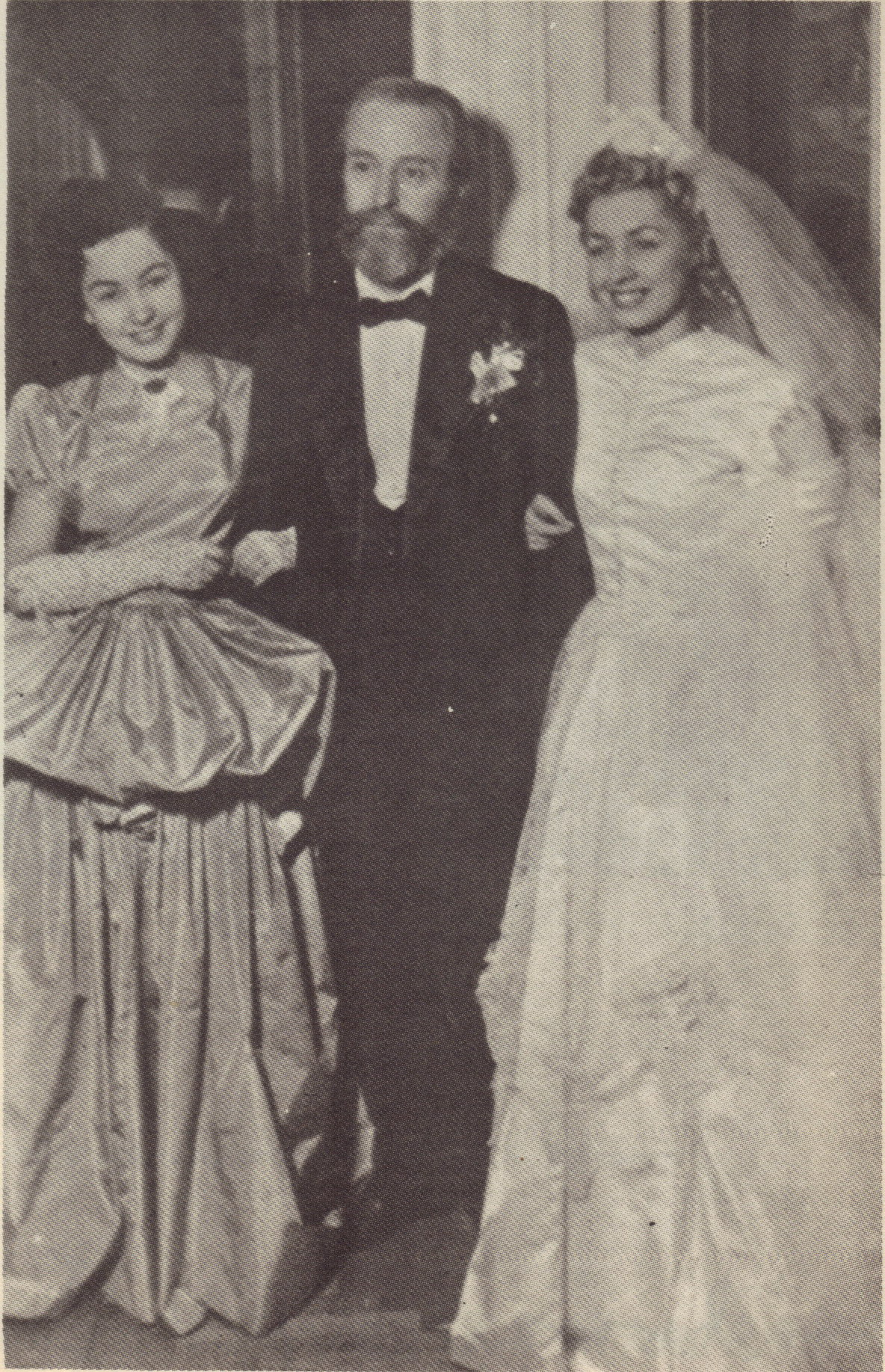
La căsătoria Martei, una dintre fiicele sale
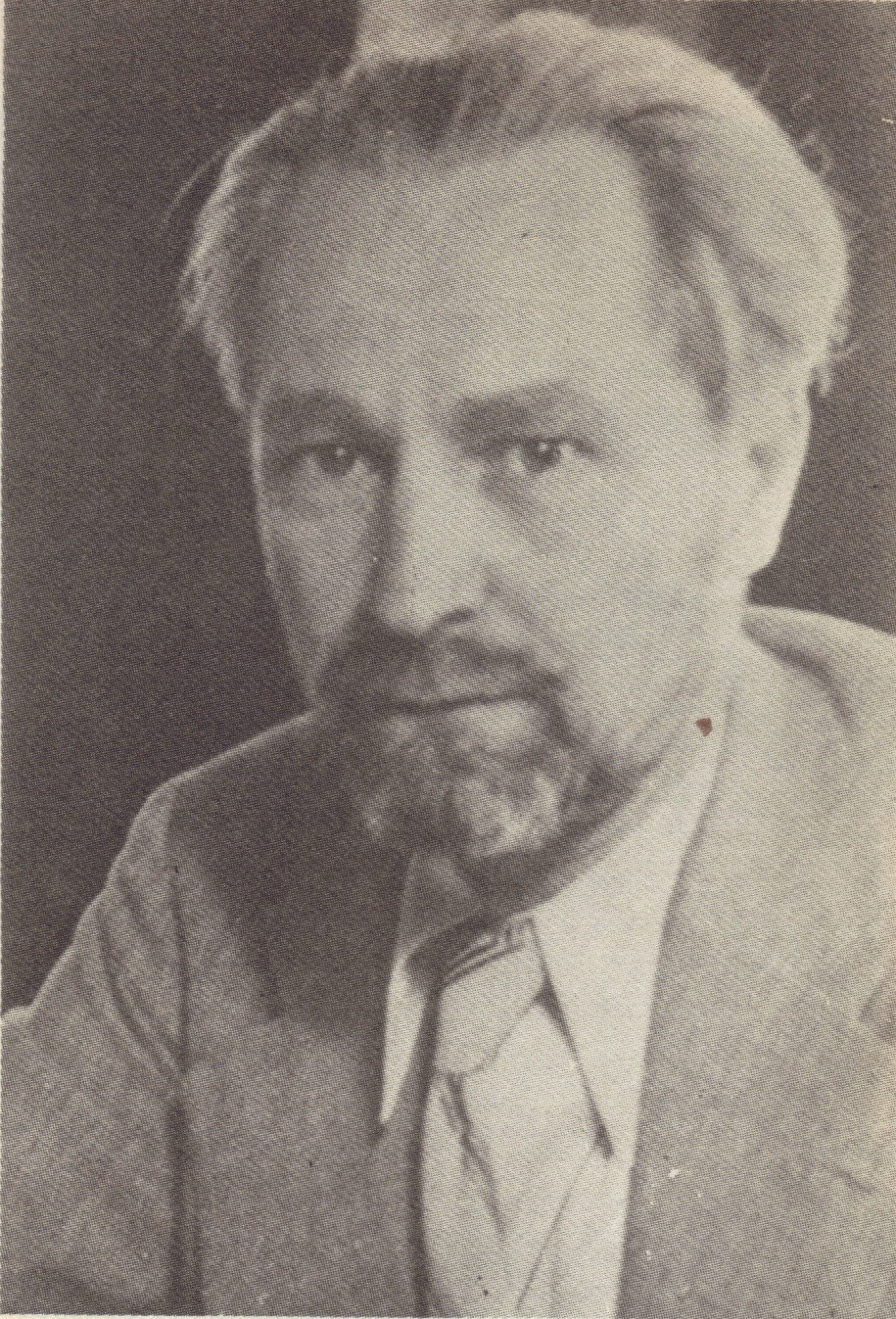
Redactor la Radio București
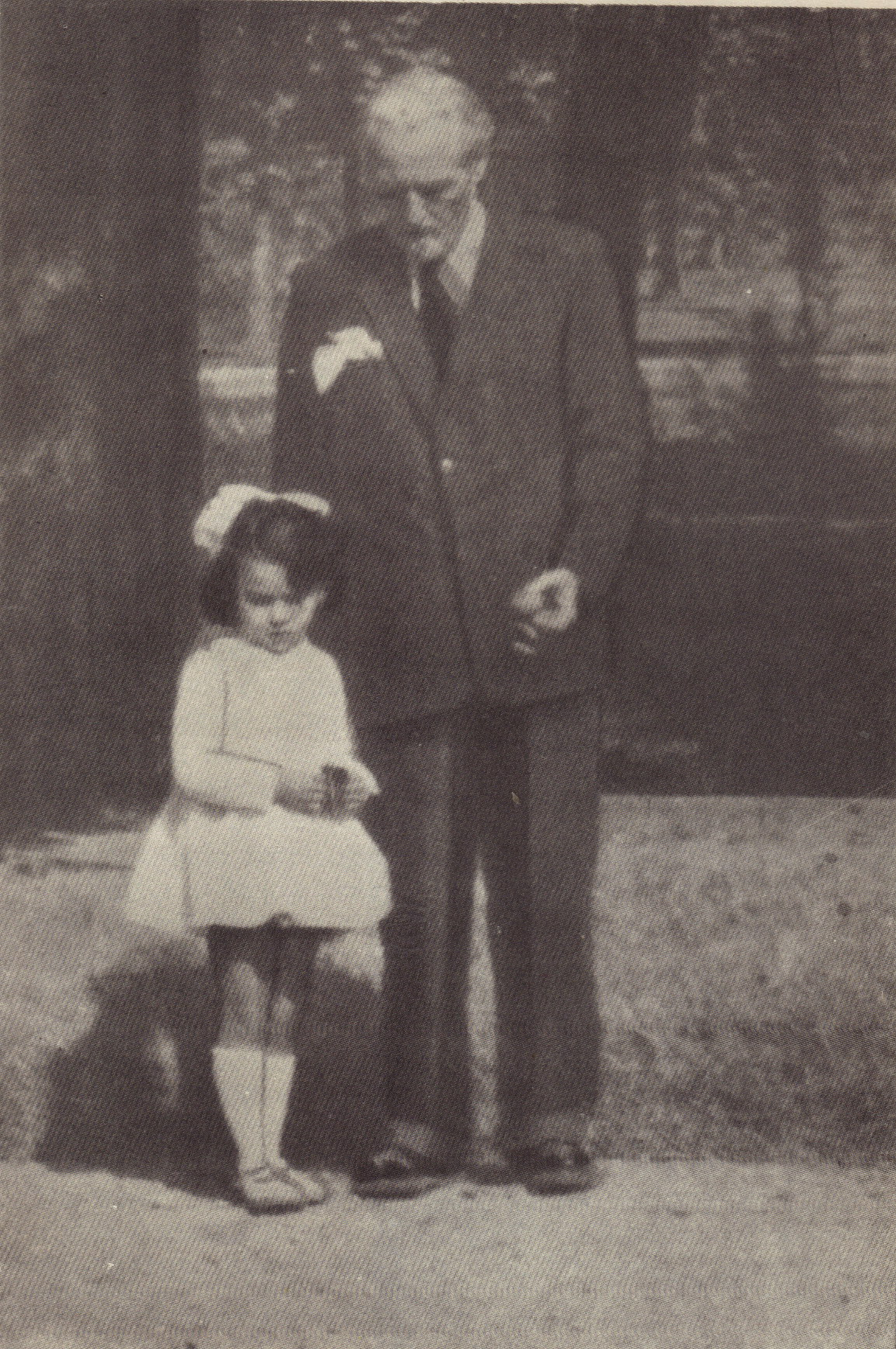
Cu Daniela în Parcul Operei din București
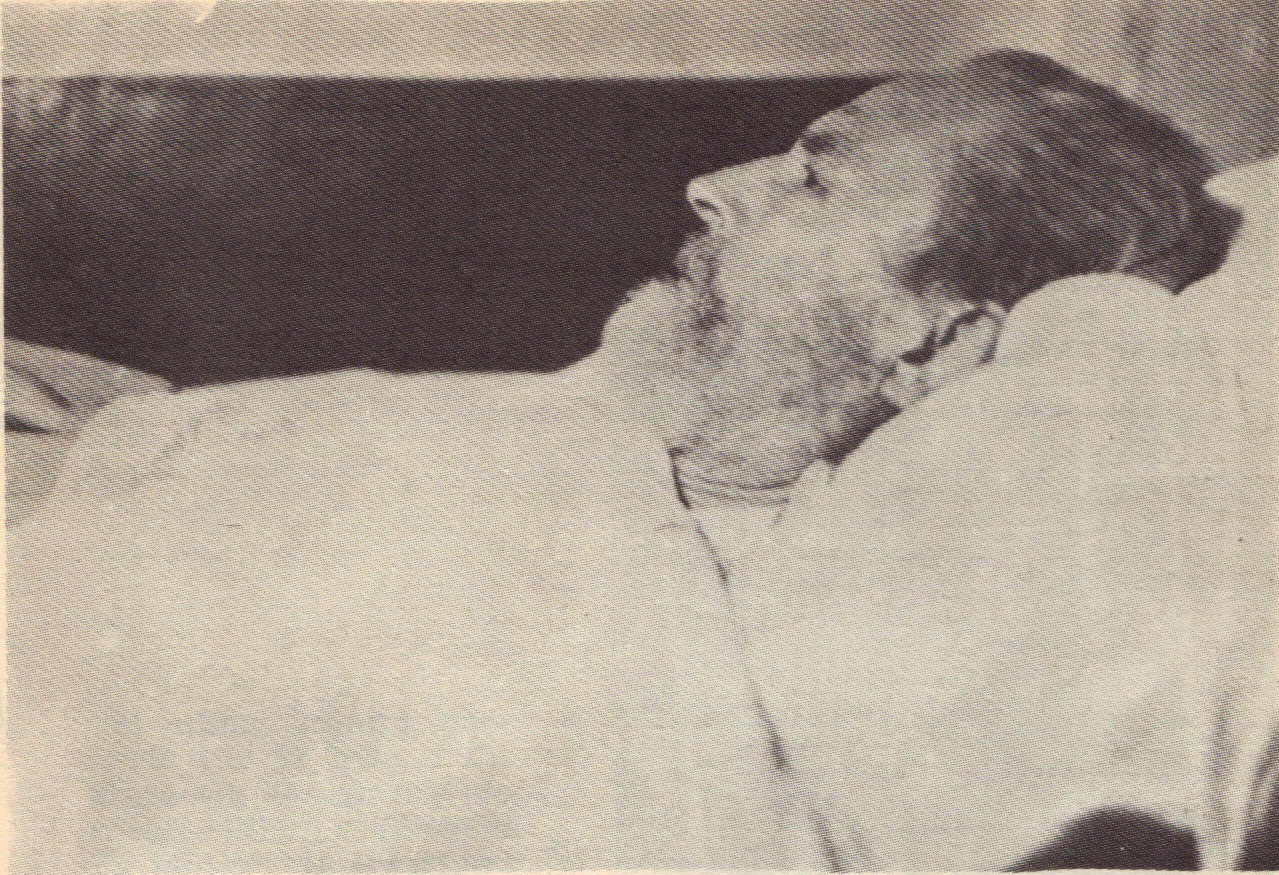
Pe patul de moarte (1963)